# 屋島水族館 (企業)
屋島水族館株式会社（やしますいぞくかん）は、香川県高松市にある博物館運営会社で、水槽メーカーとして知られるNIPPURA（旧・日プラ）の子会社である。2018年11月11日以前の社名はせとうち夢虫博物館株式会社（せとうちむちゅうはくぶつかん）だった。

## 概要
2006年4月29日より、香川県丸亀市にある旧レオマワールド内で、昆虫をテーマとしたせとうち夢虫館をオープンした。同館は現在のニューレオマワールドに引き継がれなかった大西美術館の建物を使用しており、ニューレオマワールドとは無関係であった（ただし、ニューレオマワールドと同館にはともに加ト吉＝現テーブルマークが関係していた）。
その後、2006年10月1日に高松琴平電気鉄道から高松市にある屋島山上水族館（前日に閉館）の営業を譲り受け、新屋島水族館と改名し同年12月23日から新たにオープンした。
一方、せとうち夢虫館はアクセスの悪さもあって入場者数が想定を下回ったことから2007年8月31日限りで閉鎖された。同年9月に新屋島水族館の隣接地へ移転開業する予定だったが、周辺道路が新屋島水族館のオープンで慢性的な混雑を起こしていたことから、半年遅れの2008年3月29日に夢虫館として開館した。しかし、運営上の制約（瀬戸内海国立公園内に所在するため、建築物に対しては規制が厳しくなっている）もあり、移転開館からわずか1年後の2009年3月31日限りで閉館した。
また、日プラは2007年に加ト吉保有分の全株式を取得して子会社化した。
2018年11月12日付で、企業名を「屋島水族館株式会社」に変更した。

## 過去の類似名企業
譲渡前の屋島山上水族館を運営していた企業は、1979年から事業を譲渡した2006年まで株式会社屋島水族館であった（開館当時の「瀬戸内深耕株式会社」から改称）。経営譲渡の経緯からもわかるとおり、現在の当社との間に直接の関係はない。